# Gennaro Basile

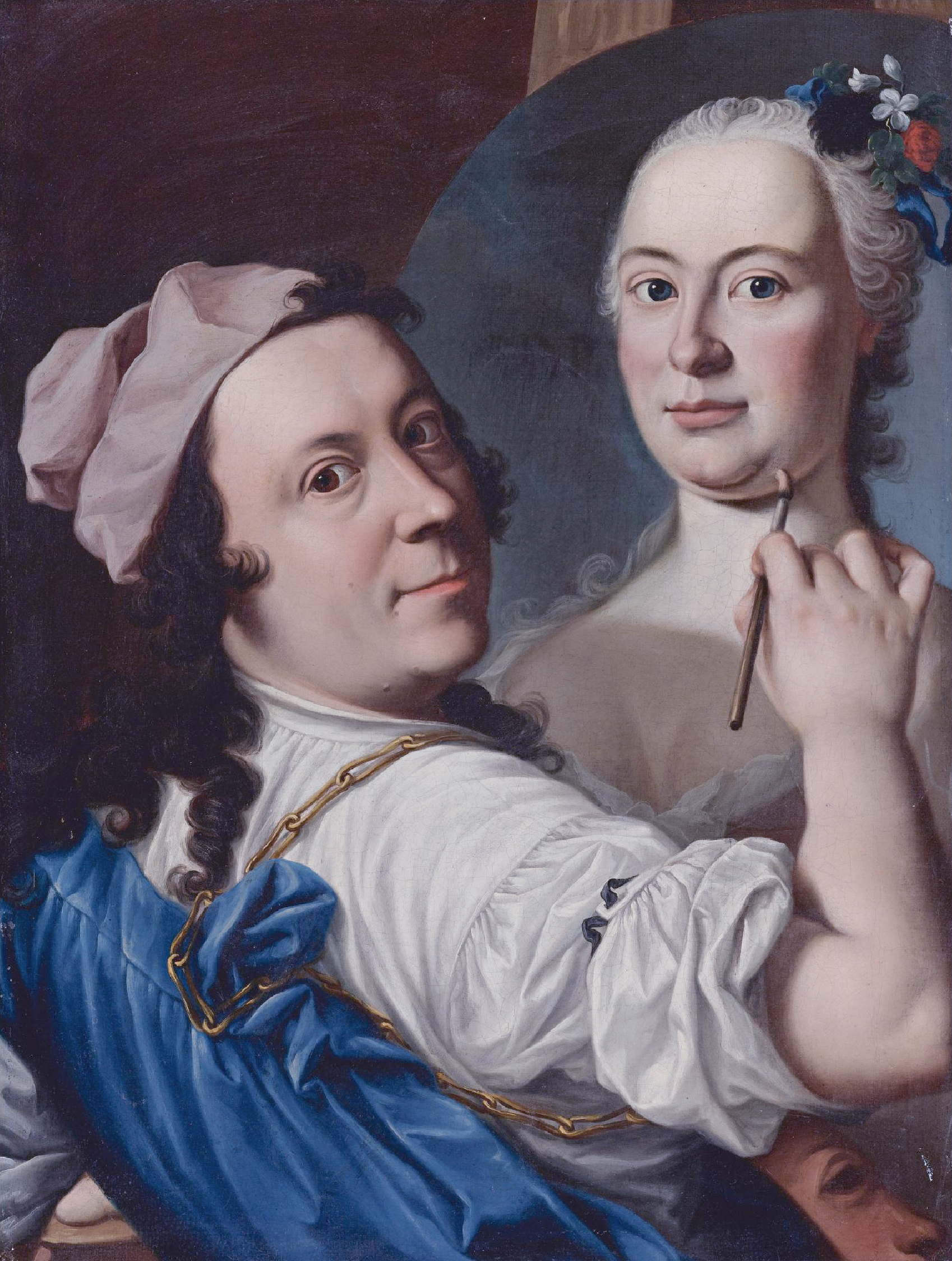
Selbstportrait

Gennaro Basile (* 1722 im damaligen Königreich Neapel; † 22. Juli 1782 in Brünn, Mähren) war italienischer Maler und Zeichner.

## Leben
Es gibt keine Hinweise über den genauen Geburtsort und seine künstlerische Ausbildung. Er wanderte nach Österreich; er lebte unter anderem in Pressburg (heute Bratislava). Dort heiratete er Katharina Jelinek. Weitere Stationen:
- 1752 (ca.) arbeitete Basile für die Familie Esterházy in Ungarn.
- 1753 ist in Sopron, Ungarn die Taufe einer Tochter registriert.
- 1755 (ca.) arbeitet er in Salzburg, Seekirchen am Wallersee.
- 1766 wird er als Hofmaler des Prager Erzbischofs geführt.
- 1780 ließ er sich in Brünn nieder, war aber auch in Österreich, vermutlich in Melk tätig.

## Werke
- Zwischen 1742 und 1746 fertigte Basile Zeichnungen serbischer und kroatischer Soldaten aus den Spanischen und Schlesischen Erbfolgekrieg als Vorlage für die Radierungen von Christian Wilhelm an.
- Um 1750 „Porträtgalerie des steiermärkischen Adels“ für Schloss Hainfeld
- 1756 Ölskizze zum Altarbild der Kapelle des Schlosses Seeburg, Seekirchen (im Erzbischöflichen Seminar Borromäum).
- Selbstportrait, Schloss Leopoldskron, Salzburg.
- 1755 Tod des Hl. Rupert, Deckengemälde, Kapelle des Schlosses Seeburg, Seekirchen.
- 1755 Thronende Madonna mit den Heiligen Friedrich und Rupert, Altarbild der Kapelle Schloss Seeburg, Seekirchen.